# Brewster Kahle
Brewster Kahle (Nova Iorque, 22 de outubro de 1960) é um engenheiro de computadores e empreendedor da internet estadunidense. Kahle é fundador da Internet Archive e da Alexa. Em 2012, entrou para o Internet Hall of Fame.

## Publicações selecionadas
Artigos
- Responsible Party: Brewster Kahle: A Library of the Web on the Web New York Times, September 8, 2002
- O'Reilly Network: How the Wayback Machine Works – 21 January 2002
- O'Reilly Network: Brewster Kahle on the Internet Archive and People's Technology – Interview by Lisa Rein. 22 January 2004
- ACM Queue: A Conversation with Brewster Kahle – June 2004
- Slate – The Archivist: Brewster Kahle made a copy of the Internet. Now, he wants your files. – 7 April 2005
- San Francisco Chronicle – A Man's vision: World Library Online – 22 November 2005
- Brewster's Keynote at Wikimania 2006
- B. Kahle and his relationship to Google (Cnet Article: Grant Funds Open-Source Challenge to Google Library) – 21 December 2006
- Mention in San Francisco Chronicle
- The Economist "The internet's librarian" – 5 March 2009
- "A Book Grab by Google" by Brewster Kahle (Washington Post Op-Ed 19.May.2009)
- Lend Ho! Brewster Kahle Is a Thorn in Google's Side Forbes November 16, 2009
- Brewster Kahle named one of the "50 Visionaries Who Are Changing Your World (Utne Reader November–December 2009)
- Internet Archive founder turns to new information storage device – the book, The Guardian, 1 August 2011

Áudio/Vídeo
- Science Friday, 1993: The Future of the Internet Brewster Kahle, then President of WAIS, participates in the discussion.
- Library of Congress, Public Access to Digital Materials (RealVideo and slides) – 20 November 2002
- CSPAN – Digital Futures – Universal Access to All Knowledge – Video program of Brewster Kahle. 13 December 2004
- NerdTV Interview (video, audio, and transcript available) – 18 August 2005
- IT Conversations – Universal Access to All Knowledge – Audio program featuring Brewster Kahle. 16 December 2004
- IT Conversations – Tech Nation interview with Dr. Moira Gunn – 7 February 2006
- PBS NerdTV – Episode #4 An Interview with Brewster Kahle with Robert X. Cringley – 27 September 2005
- Los Angeles Times –  with Patt Morrison – 28 January 2012